# Maria Magdalena (Stevens)
Maria Magdalena is een schilderij van de Belgische kunstschilder Alfred Stevens, geschilderd in 1887, olieverf op doek, 111,8 x 77,3 centimeter groot. Het is een eigen interpretatie van de Bijbelse figuur van Maria Magdalena, als een bedroefde femme fatale, met de actrice Sarah Bernhardt als model. Het werk bevindt zich sinds 2001 in de collectie van het Museum voor Schone Kunsten te Gent.

## Context
Stevens woonde en werkte vrijwel zijn gehele actieve leven in Parijs en gold daar in de jaren 1880 als een gevierd kunstschilder en veelgevraagd portrettist in de mondaine beau monde. Hij had veel bekende vrienden in de artistieke wereld en ontmoette in die kringen ook de toentertijd wereldberoemde actrice Sarah Bernhardt. Stevens werd uiteindelijk smoorverliefd op haar en uit de briefwisseling die tussen hen ontstond valt op te maken dat ze ook minnaars zijn geweest. Hij zou Bernhardt ook meerdere malen portretteren, vaak als bekende personage uit de Bijbel, geschiedenis of literatuur. Maria Magdalena uit 1887 is daarvan misschien wel het bekendste werk.

## Maria Magdalena
Maria Magdalena wordt in het Nieuwe Testament door Lucas beschreven als een zondares, mogelijk een prostituee, die met haar tranen de voeten van Jezus Christus wast en hem zalft. De kerk heeft dit beeld van de berouwvolle zondares altijd gekoesterd als symbool voor genade en mogelijkheid tot bekering. Vanuit dat perspectief zou Maria Magdalena dan ook talloze keren in de kunst worden afgebeeld, berouwvol, devoot, bijna als een heilige.
Er zijn echter ook kringen die een ander beeld schetsen van Maria Magdalena. Zo had Stevens in Parijs contacten met een soort intellectuele, antiklerikale subcultuur die haar beschouwde als de geliefde van Christus. Volgens sommige geschriften, waarmee Stevens bekend moet zijn geweest, zou ze na de dood van Christus naar Zuid-Frankrijk zijn getrokken en daarbij zijn schedel of zelfs zijn gebalsemde lichaam hebben meegenomen. Vanuit dat perspectief heeft de verliefde Stevens klaarblijkelijk een ode aan willen brengen aan Sarah Bernhardt door haar te portretteren als Maria Magdalena: de geliefde van Christus, alsook het vrouwelijke aspect van de godheid en de moedergodin. Hiermee haalt hij de figuur van Maria Magdalena bewust uit haar klassieke devotionele context en krijgt het schilderij een bijzondere persoonlijke betekenis.

## Afbeelding
Stevens laat zijn Maria Magdalena recht in de ogen van de toeschouwer kijken, als een femme fatale, alsof hij zich afvraagt of deze net zo in de ban van de verleidelijke vrouw zal geraken als hijzelf. Met Bernhardt beeldt hij dan ook bij uitstek het type vrouw af dat aan het einde van de negentiende eeuw aantrekkelijk werd gevonden. Haar sensuele lange blonde haren en haar prachtig weergegeven bleke kleed lichten op tegen een donkere bergachtige achtergrond die een zonsondergang suggereert. Hij plaatst haar letterlijk in het licht.
In de uitwerking zijn, doorheen Stevens' kenmerkende estheticistisch-realistische stijl, duidelijk ook invloeden van het impressionistische zijn te zien, met name in de kleurtoetsen die primeren op de lijnen en textuur. De grondtoon van het werk blijft echter sober en zet de dromerige blik van het model extra kracht bij. De bergen zijn gehuld in het duister en worden enkel weergegeven door kleurvlekken.
De schedel die Maria Magdalena vasthoudt zou iconografisch opgevat kunnen worden als een klassiek memento mori-symbool, waarbij ze wordt gezien als een overgangsfiguur tussen leven en dood. Bij nadere beschouwing lijkt ze echter te zelfzeker en te sensueel om geacht te worden een melancholische bespiegeling over de vergankelijkheid uit te beelden. Stevens bekendheid met de theorie dat Maria Magdalena de geliefde van Jezus Christus is geweest en na diens dood zijn schedel in bezit heeft gehouden, werpt echter een nieuw licht op het thema. Het biedt een eenduidige verklaring voor haar evidente verdriet en de opwellende traan in haar rechteroog. Aldus en in combinatie met de sensuele, femme fatale-achtige uitstraling van geliefde model, creëert Stevens een fascinerende spanning en private diepgang in zijn portret.